# Vides alienes
Vides alienes (originalment en anglès: Taking Lives) és una pel·lícula de thriller estatunidenca de 2004, dirigida per D. J. Caruso i protagonitzada per Angelina Jolie i Ethan Hawke, entre d'altres. La pel·lícula està basada en la novel·la homònima de Michael Pye i es comercialitzà amb el «Ell mataria per a ser tu».
La banda sonora original fou composta per Philip Glass i la cançó principal per l'austríac Walter Werzowa, més conegut per haver realitzat la sintonia de l'empresa Intel i pel seu treball a la banda Edelweiss.

## Repartiment
- Angelina Jolie com a Illeana Scott
- Ethan Hawke com a James Costa/Martin Asher
- Kiefer Sutherland com a Christopher Hart (el fals Martin Asher)
- Gena Rowlands com a Mrs. Rebecca Asher
- Olivier Martinez com a Joseph Paquette
- Tchéky Karyo com a Hugo Leclair
- Jean-Hugues Anglade com a Emil Duval
- Paul Dano com a Martin Asher (jove)
- Justin Chatwin com a Matt Soulsby
- André Lacoste com a caixer
- Billy Two Rivers com a venedor de cotxes
- Richard Lemire com a policia de Ciutat de Quebec
- Julien Poulincom a inspector de Ciutat de Quebec
- Marie-Josée Croze com a metge examinador
- Emmanuel Bilodeau com a doctor
- Christian Tessier com a oficial d'interrogatoris

## Recepció

### Resposta crítica
La pel·lícula va rebre crítiques bastant pobres, Rotten Tomatoes li donà una puntuació del 22% a partir dels informes de 157 crítics.
El crític de cinema Roger Ebert li donà tres de quatre estrelles, descrivint-la com «una pel·lícula de suspens efectiva, amb un nivell modest però estilitzat». Total Film, una revista de cinema britànica, li donà dues de cinc estrelles possibles, amb el veredicte: "Comença bé però ràpidament perd el camí. És una pel·lícula d'un assassí en sèrie groller més que no d'un assassí en sèrie -- ens hem hagut d'empassar aquestes plantofades centenars de vegades."
Angelina Jolie fou nominada al Premi Razzie com a pitjor actriu, per l'actuació en aquesta pel·lícula (així com a Alexander), però no el va vèncer, ja que el trofeu l'aconseguí Halle Berry per Catwoman.
Ethan Hawke definí la pel·lícula com a «terrible» però remarcà que gaudí treballant amb Angelina Jolie i que fou el seu millor petó de pel·lícula.

### Recaptació
La pel·lícula aconseguí recaptar $32.682.342 als Estats Units i $65.470.529 a tot el món.